# 帕祖祖

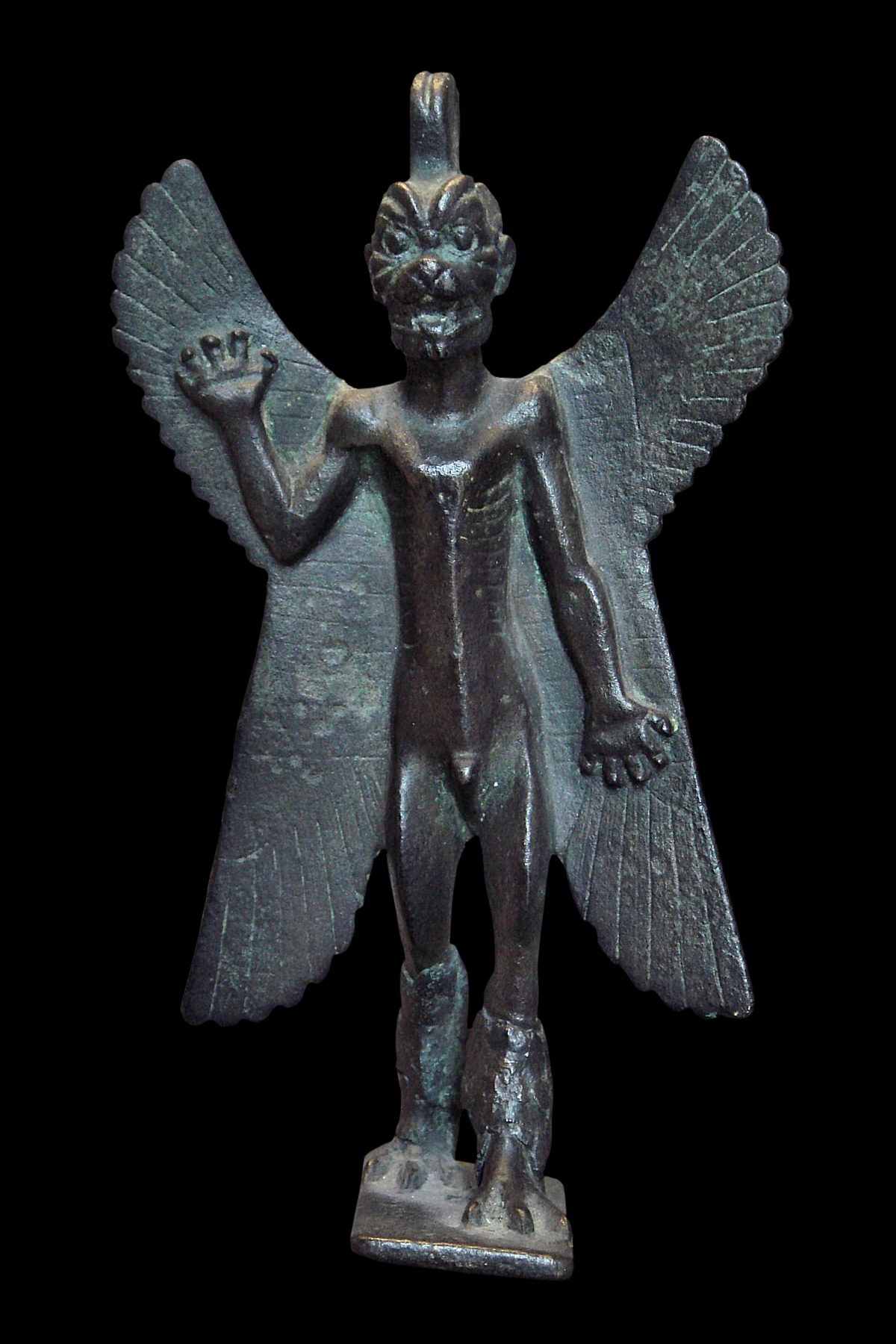
惡魔帕祖祖（羅浮宮美術館所收藏）

帕祖祖（Pazuzu），為巴比倫尼亞神話中風之魔王。也代表著南風，乾旱的傳遞者。
擁有獅子的頭和前腳，老鷹的脚，背上有四隻翅膀與蠍子的尾巴，並有著蛇狀的陽具。會同時帶來風與飢荒，所以被阿卡德人敬畏著。但是雖然是惡神，人們卻用其彫像來當作護身符，理由是祂可以驅逐其他的惡魔，並且保護人類免受瘟疫與不幸的侵擾。
其妻子是創造神安努的女兒，擁有人類身體，獅子的頭與驢子的牙齒，名為「拉馬什圖」（Lamashtu）。拉瑪什圖會傷害婦女及孩子，蘇美爾人會以歌舞等儀式召換帕祖祖等諸神驅逐她。

## 形像變化
帕祖祖的原型來自蘇美爾一位慈善的神安祖（Anzu），也是全能的大神恩利爾的象徵，由於恩利爾主宰空氣與風，因此帕祖祖與氣候和疾病等自然力量都有關係。約公元前2300年阿卡德人征服了蘇美爾，並吸收對方的神話系統，進而把帕祖祖化為惡神（鳥翼特徵仍然保存下來）。著名的歐美電影《驅魔人》就是描述一名少女被帕祖祖附身的故事，是蝗災的化身；劇中神父的禱文對帕祖祖起不到作用，原因是帕祖祖也是一位神祇。

## 脚注
1. ↑  美索不達米亞的東南方為波斯灣，從波斯灣吹來的風會帶來酷熱，他們相信這會害人發高燒。帕祖祖亦能引起乾旱，也被認為是蝗災的具現化神格。（惡魔事典P.220，山北篤 等監修）